# В'язковка
В'язковка (рос. Вязковка) — село у Ертильському районі Воронезької області Російської Федерації.
Населення становить 166 осіб (2010). Входить до складу муніципального утворення Битюг-Матрьоновське сільське поселення.

## Історія
Від 1938 року належить до Ертильського району.
Згідно із законом від 15 жовтня 2004 року входить до складу муніципального утворення Битюг-Матрьоновське сільське поселення.

## Населення
| 2000 | 2010 |
| ---- | ---- |
| 351  | ↘166 |